# Venray
Venray är en kommun i provinsen Limburg i Nederländerna. Kommunens totala area är 146,06 km² (där 0,66 km² är vatten) och invånarantalet är på 44 648 invånare (31 januari 2023). Venrays kärna ligger 36 kilometer söder om Nijmegen och 22 kilometer nordväst om Venlo. Sedan den 1 januari 2010 är Venray en landsbygdskommun med en stadskärna och omkringliggande tretton bycentra. Cirka 30.000 människor bor i den urbana kärnan. De återstående 13 500 invånarna bor i de tretton byarna (från 200 till över 2 000 invånare per by). Venray är den andra stadskärnan i norra Limburg efter Venlo och orten spelar en ledande roll i regionen.

## Kärnor
Kommunen Venray består av följande kärnor:
| Kärn          | Antal invånare |
| ------------- | -------------- |
| Venray        | 28 700         |
| Oostrum       | 2 420          |
| Ysselsteyn    | 2 280          |
| Leunen        | 2 265          |
| Wanssum       | 1 875          |
| Oirlo         | 1 185          |
| Blitterswijck | 1 145          |
| Merselo       | 1 075          |
| Castenray     | 835            |
| Veulen        | 555            |
| Heide         | 495            |
| Geijsteren    | 410            |
| Vredepeel     | 230            |
| Smakt         | 200            |

Den 1 januari 2010 lades Wanssum, Geijsteren och Blitterswijck till kommunen Venray efter den kommunala omfördelningen av den tidigare kommunen Meerlo-Wanssum.

## Politik och förvaltning

### Kommunfullmäktige
Venrays kommunfullmäktige består av 27 platser. Nedan visas de mandat som erhållits av respektive parti i kommunalvalen sedan 1998:
| Parti                 | 1998  | 2002  | 2006  | 2009  | 2014  | 2018  | 2022  |
| --------------------- | ----- | ----- | ----- | ----- | ----- | ----- | ----- |
| Venray Lokaal         | -     | -     | -     | -     | -     | 5     | 7     |
| CDA                   | 10    | 8     | 7     | 10    | 9     | 9     | 6     |
| VVD                   | 3     | 3     | 2     | 2     | 2     | 2     | 4     |
| D66                   | 2     | -     | -     | -     | 3     | 3     | 3     |
| Samenwerking Venray   | 2     | 5     | 5     | 4     | 3     | 3     | 3     |
| SP                    | -     | -     | 2     | 2     | 4     | 4     | 2     |
| PvdA                  | 4     | 4     | 6     | 4     | 1     | 1     | 1     |
| GroenLinks            | -     | -     | -     | -     | -     | -     | 1     |
| PP2                   | -     | -     | -     | 4     | 3     | -     | -     |
| InVENtief             | -     | -     | 1     | 1     | 2     | -     | -     |
| Lokaal Actief         | -     | -     | 2     | -     | -     | -     | -     |
| Fraktion Van de Vorle | 4     | 5     | -     | -     | -     | -     | -     |
| Total                 | 25    | 25    | 25    | 27    | 27    | 27    | 27    |
| Valdeltagande         | 61,3% | 58,2% | 61,2% | 44,7% | 52,2% | 53,1% | 49,2% |

### Kollegiet för borgmästare och rådmän
Kollegiet för borgmästare och rådmän sedan 31 Maj 2022.
| Namn              | Funktion          | Parti               | Uppgifter                                                                                 |
| ----------------- | ----------------- | ------------------- | ----------------------------------------------------------------------------------------- |
| Michiel Uitdehaag | Bogmästare        | D66                 | Allmän administration och säkerhet                                                        |
| Wim de Schryver   | Rådmän            | VVD                 | Ekonomi och kunskap Infrastruktur, finans, konst och kultur                               |
| Martin Leenders   | Rådmän            | Samenwerking Venray | Socialt område: Ungdomsvård, Deltagande, Fattigdomspolitik, Integration, Folkhälsa, Sport |
| Erik van Daal     | Rådmän            | Venray Lokaal       | Hållbarhet, administrativ förnyelse, tillsyn och verkställighet samt offentliga utrymmen  |
| Daan Janssen      | Rådmän            | D66                 | Fysisk utveckling, Natur & Vatten, Kommunal egendom och Utbildning                        |
| Evert Voorn       | Kommunsekreterare | -                   | Verkställande direktör för organisationen                                                 |

## Utbildning i Venray

### Grundskolor
- Coninxhof
- De Bongerd
- De Estafette
- De Hommel
- De Keg
- De Klimboom
- De Kruudwis
- De Petrus' Banden
- Focus
- Montessorischool

### Gymnasieskola
- Raayland College

### Yrkesutbildning på sekundär nivå
- ROC Gilde Opleidingen

1. Statistiek, Centraal Bureau voor de. ”Inwoners per gemeente” (på nederländska). Centraal Bureau voor de Statistiek. https://www.cbs.nl/nl-nl/visualisaties/dashboard-bevolking/regionaal/inwoners. Läst 29 maj 2023.
2. ”Verkiezingsuitslagen voor de gemeente Venray (bijgewerkt 2023!)” (på nederländska). AlleCijfers.nl. 4 februari 2023. https://allecijfers.nl/verkiezingsuitslagen/gemeente-venray/. Läst 29 maj 2023.
3. ”Burgemeester en wethouders | Gemeente Venray”. www.venray.nl. https://www.venray.nl/burgemeester-en-wethouders. Läst 29 maj 2023.

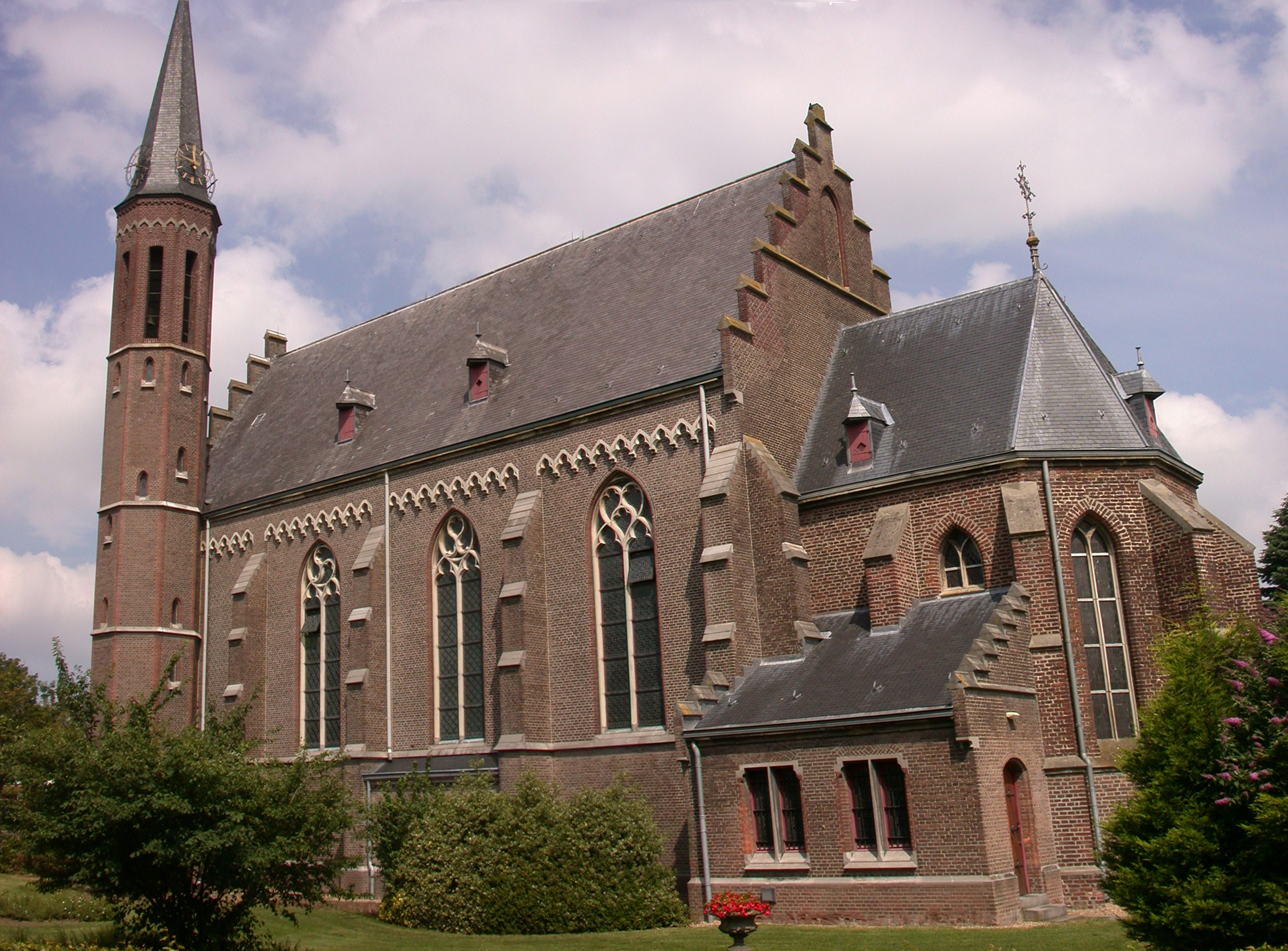
Johanneskerk i Merselo.

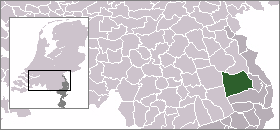
Venrays läge